# Ujvári Zoltán Szilveszter
Ujvári Zoltán Szilveszter, avagy ismertebb nevén Zola (Budapest, 1980. április 8. –) a VIVA és a Radio Face volt műsorvezetője. Műsorvezető, zenész, énekes, dalszerző, szövegíró. Jelenleg saját műsorát, a BANDÁZÓ című akusztikus talk show-t vezeti és szerkeszti a Nóta TV-n, illetve kreatívként dolgozik reklám és egyéb kommunikációs kampányokban.

## Élete
Családjával ötéves korában Csömörre költöztek. 1988-ban megszületett kishúga.
1994-ben kezdte el a gimnáziumot, s 1998-ban érettségizett. Ebben az évben alakult első bandája, az Atlantic city. 1999-ben hívták be katonának, majd utána felvételt nyert az Államigazgatási Főiskolára (ma a Nemzeti Közszolgálati Egyetem Államtudományi és Közigazgatási Kara).
2000-ben a zenekar neve Joy-ra változott. Két évvel később Zola megszerezte első diplomáját. Még ebben az évben elhelyezkedett a CIB Banknál. 2004-ben új zenekar alakult, Newman néven. Egy évvel később Zola otthagyta munkahelyét. 2006-ban jelentkezett a VIVA TV-hez műsorvezetőnek. A szeptemberben indult Nagy VÍVÁs című műsort megnyerte, így ő lett még ez évtől a magyar zenecsatorna új VJ-je. Kezdetben a Megállót vezette.
2007-ben elindult első saját műsora, a Szexi vagy nem, mellyel híressé vált. Ugyanebben az évben kezdett el játszani a Newman mellett a Rejtő School Band-ben. 2008-ban az előbbi feloszlott, s a másik banda Retro School Band-re változtatta a nevét. Első klipjük a 4 éjen át, melyet az EFOTT fesztivál himnuszának választott.

2009-ben indult be ma is működő honlapja. 2010-ben megjelent a banda második klipje, a 2 perc. Ebben az évben már harmadjára vezette a VIVA Cometet. 2011 áprilisában kezdett a Radio Face reggeli műsorában, csatlakozva Végvári Ágihoz (ex-Radio DeeJay, ex-Sláger Rádió), amit 2012 januárjáig vezettek közösen. 
A 30. születésnapján, 2010-ben kezdte el ismét az akusztikus esteket Zolakusztika néven.
2011 őszén, 5 év után intett búcsút a VIVA TV-nek. 
A Főiskolák szépe & Mr. College (2008, 2009, 2010, 2011) és a Szigetközi Music Fesztivál (2010, 2011) állandó műsorvezetője.
Hazai dj-k (Newl, Bricklake, Tom Noize) mellett is megtaláljuk, mint M.C.
2012 márciusa óta a Presztízs Style divatmagazinban állandó rovata, a "Szemszög-Minden ami szemet szúr".

## New Level Empire
2013 nyarán Nyújtó Sándor (DJ Newl) és Krajcár Péter közösen megalapították a New Level Empire zenekart, melyre az első számuk után felkérték énekesnek Zolát és DJ-nek Shizukát. Első közösen készített számukkal a "The Last One"-nal (link: New Level Empire – The Last One (Official Music Video)) indultak az Eurovíziós Dalfesztivál hazai megmérettetésén, melyben a zsűri beválogatta őket a legjobb 30 közé, majd a középdöntőbe juttatta. A zenekar országos népszerűségnek örvend, amit mi sem bizonyít jobban, minthogy a dal nézettsége a YouTube-on lassan túl van az egy milliós megtekintésen és hogy A Dal (2014)-es döntőjébe közönségszavazatokkal jutottak, ahol a zsűri pontozása alapján az 5. helyen végeztek.

## Műsorai

### Régebbi műsorai
- Megálló
- Hazai Pálya
- Pár-perc
- VIVA HIP
- Tekercs
- Szexi vagy nem
- Comet
- Váratlan páros
- Interaktív
- Club Rotation
- Hőálló megálló

### Mai műsorai
- Face Up! (Radio Face FM 88.1)
- Bandázó (Nóta Tv)